# Anastatus bifasciatus
Anastatus bifasciatus ist eine Erzwespe aus der Familie der Eupelmidae. Die Art wurde von dem französischen Entomologen Étienne Louis Geoffroy im Jahr 1785 als Cynips bifasciatus erstbeschrieben. Der lateinische Namenszusatz bifasciatus bedeutet „zweibindig“ und bezieht sich offensichtlich auf die Färbung der Vorderflügel. Anastatus bifasciatus ist eine von 5 Arten der Gattung Anastatus, die in Deutschland vorkommen.

## Merkmale
Die Erzwespen sind etwa 4 mm lang. Ihr dunkler Körper schimmert grünlich und violett. Die Facettenaugen sind dunkelrot schimmernd. Der lange Scapus ist hellbraun gefärbt, die restlichen Fühlerglieder sind verdunkelt. Die Vorderflügel weisen eine charakteristische dunkle Musterung auf. Etwa auf halber Länge befindet sich ein recht breites dunkles Querband. Dieses ist durch einen schmäleren transparenten Bereich von einem weiteren verdunkelten Bereich nahe der Flügelspitze getrennt. Die Hinterflügel weisen keine Verdunklung auf.

## Verbreitung
Anastatus bifasciatus ist in der Paläarktis, in der Orientalis, in der Afrotropis sowie in der Nearktis verbreitet.

## Lebensweise
Anastatus bifasciatus ist ein solitärer Eiparasitoid mit einem breiten Wirtsspektrum. Es werden verschiedene Schmetterlinge, Wanzen und Heuschrecken parasitiert. Im Folgenden eine Auswahl an Wanzen: Randwanzen (Braune Randwanze, Amerikanische Kiefernwanze), Baumwanzen (Schwarzrückige Gemüsewanze, Nezara viridula, Graue Gartenwanze, Halyomorpha halys) und Schildwanzen (Eurygaster). Unter den Schmetterlingen gibt es u. a. folgende Wirte: Glucken (Kiefernspinner, Kupferglucke, Brombeerspinner, Ringelspinner), Trägspinner (Schwammspinner), Zahnspinner (Pinien-Prozessionsspinner, Eichen-Prozessionsspinner), Edelfalter (Erdbeerbaumfalter), Ritterfalter (Segelfalter), Pfauenspinner (Götterbaum-Spinner, Wiener Nachtpfauenauge) und Schwärmer (Pappelschwärmer). Bei den Heuschrecken werden Oxya velox und Phaneroptera als Wirte genannt.
Die Erzwespen beobachtet man von Juni bis Oktober. Die Weibchen stechen jeweils ein Ei in ein Wirtsei. Die geschlüpfte Erzwespenlarve frisst den Inhalt des Wirtseis vollständig auf, verpuppt sich darin und nagt sich schließlich als Imago aus dem Ei. Bei einer Studie wurde festgestellt, dass die weiblichen Erzwespen eine durchschnittliche Lebenserwartung von etwa 3 Monaten haben. Im Schnitt produzierten sie 52 Eier. In der Schweiz weist die Art drei überlappende Generationen im Jahr auf. Anastatus bifasciatus ist auch ein Antagonist von neu eingewanderten Agrarschädlingen wie Halyomorpha halys. Aufgrund ihrer geringen Wirtsspezifität ist die Erzwespen-Art jedoch zur biologischen Schädlingsbekämpfung weniger geeignet.

## Galerie

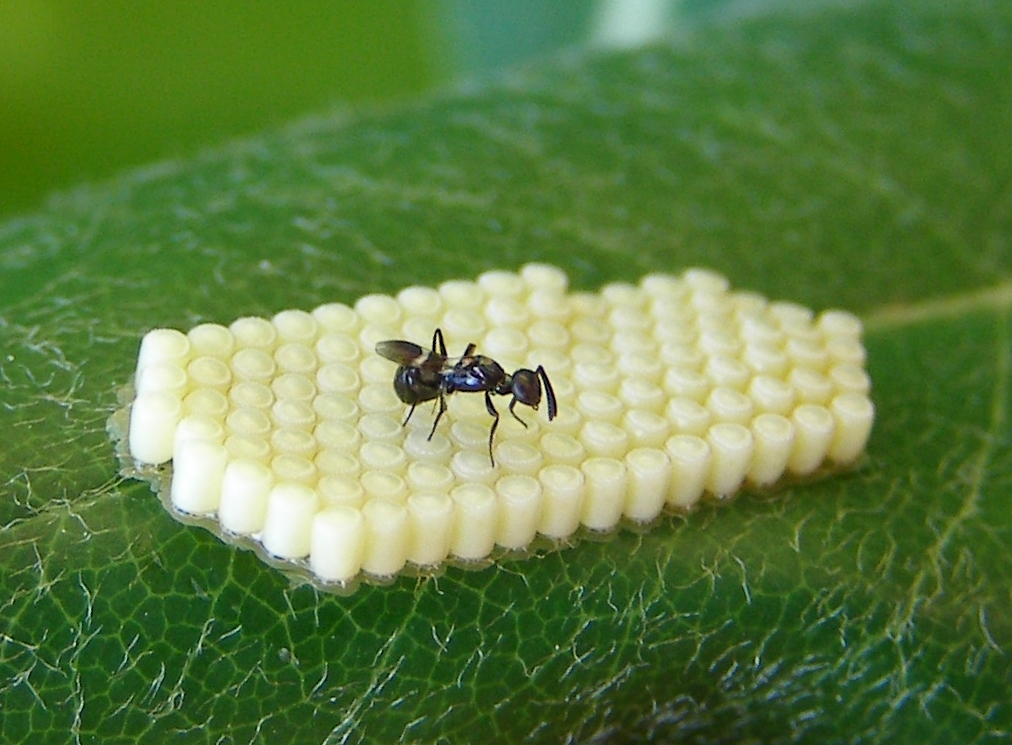
Erzwespe bei Eiablage an Eigelege von Nezara viridula
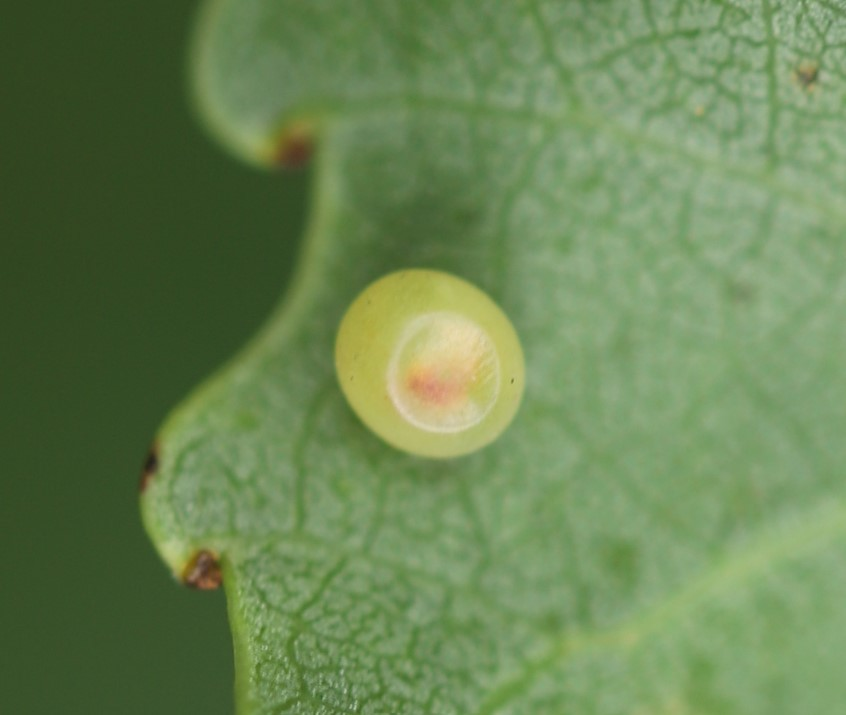
Parasitiertes Pappelschwärmer-Ei, 1 Monat vor dem Schlupf
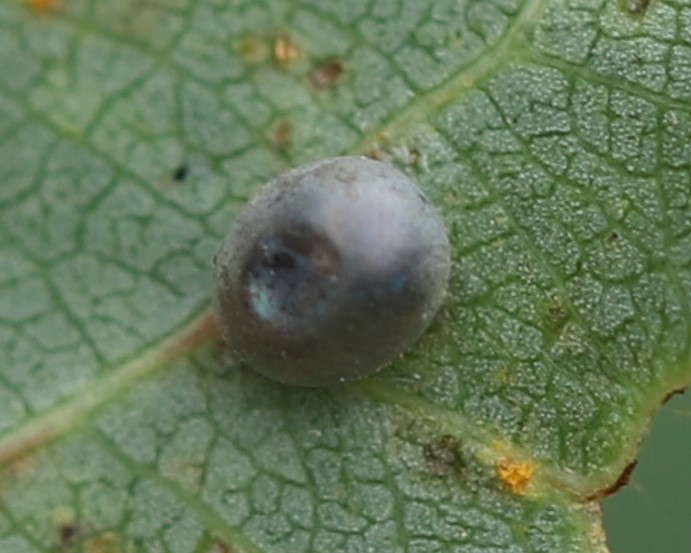
Parasitiertes Pappelschwärmer-Ei, 4 Tage vor dem Schlupf
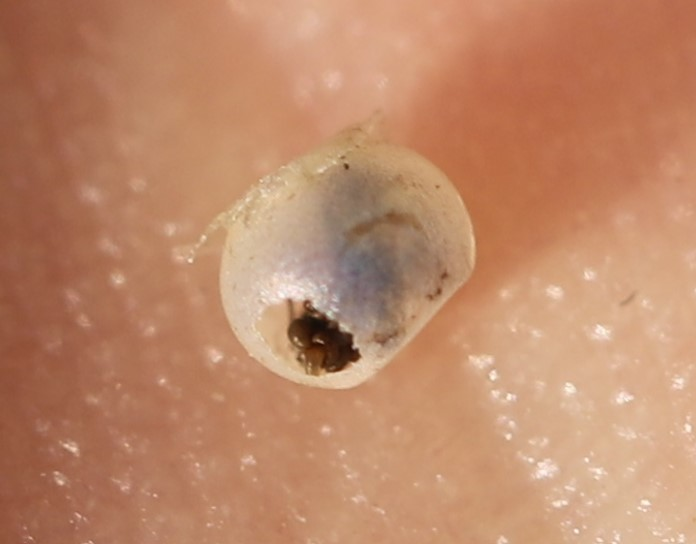
Parasitiertes Pappelschwärmer-Ei, nach dem Schlupf
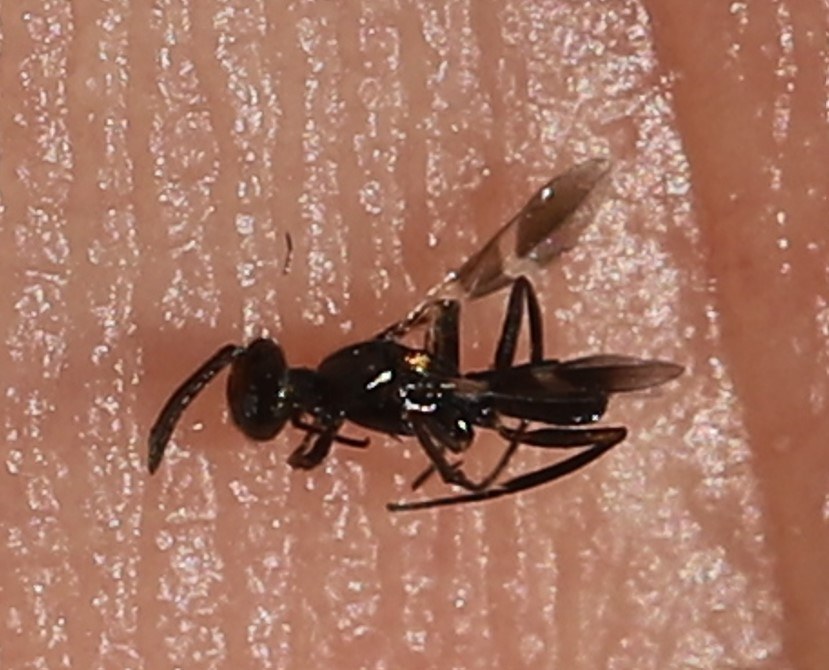
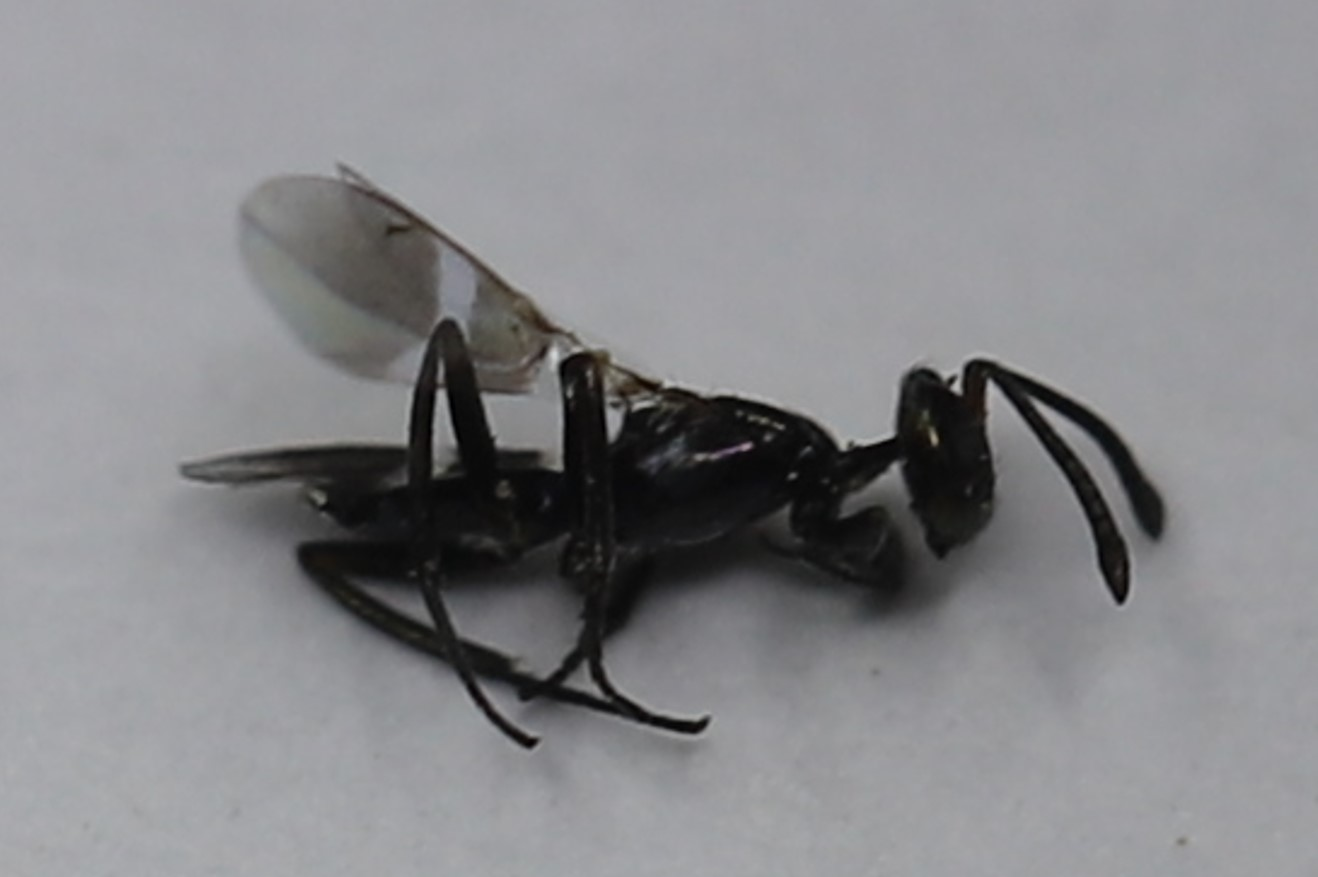
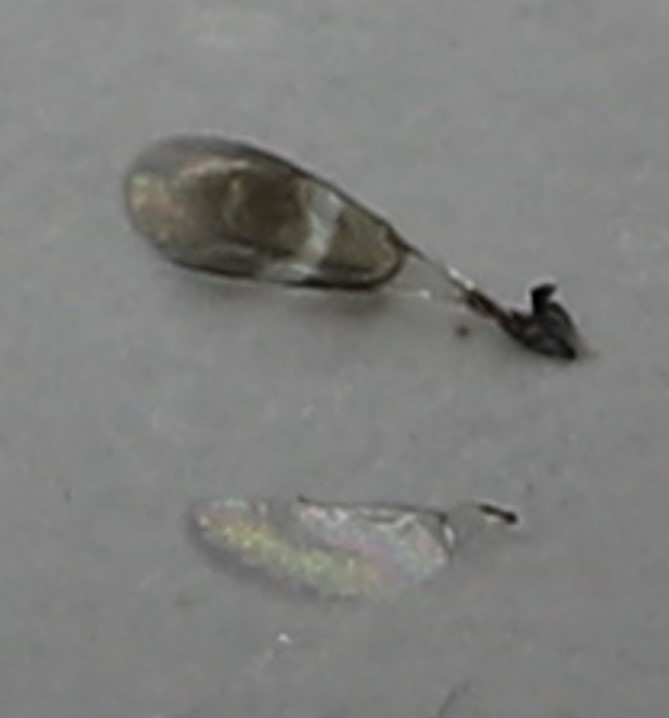
Flügel